# Liste von Kraftwerken in Katar
Die Kraftwerke in Katar werden sowohl auf einer Karte als auch in Tabellen (mit Kennzahlen) dargestellt.

## Installierte Leistung und Jahreserzeugung
Im Jahre 2011 hatte Katar eine installierte Leistung von 7.830 MW. Die jährliche Erzeugung lag bei 28,87 Mrd. kWh.

## Kalorische Kraftwerke
| Name des Kraftwerks        | Inst. Leistung (MW) | Brennstoff | Status     |
| -------------------------- | ------------------- | ---------- | ---------- |
| Kraftwerk Mesaieed         | 2.007               | Erdgas     | in Betrieb |
| Kraftwerk Qatalum          | 1.350               | Erdgas     | in Betrieb |
| Kraftwerk Ras Abu Fontas A | 626                 | Erdgas     | in Betrieb |
| Kraftwerk Ras Abu Fontas B | 609                 | Erdgas     | in Betrieb |
| Kraftwerk Ras Laffan A     | 756                 | Erdgas     | in Betrieb |
| Kraftwerk Ras Laffan B     | 1.025               | Erdgas     | in Betrieb |
| Kraftwerk Ras Laffan C     | 2.730               | Erdgas     | in Betrieb |